# Walnut Grove (Minnesota)
Walnut Grove es una ciudad ubicada en el condado de Redwood en el estado americano de Minnesota. En el Censo de 2010 tenía una población de 871 habitantes y una densidad poblacional de 316,66 personas por km².
Esta ciudad se ha hecho famosa gracias a la serie La casa de la pradera, rodada entre los años 1974 y 1983, protagonizada por Michael Landon y Melissa Gilbert entre otros actores y actrices.

## Geografía
Walnut Grove se encuentra ubicada en las coordenadas 44°13′30″N 95°28′10″O / 44.22500, -95.46944. Según la Oficina del Censo de los Estados Unidos, Walnut Grove tiene una superficie total de 2.75 km², de la cual 2.75 km² corresponden a tierra firme y (0%) 0 km² es agua.

## Demografía
Según el censo de 2010, había 871 personas residiendo en Walnut Grove. La densidad de población era de 316,66 hab./km². De los 871 habitantes, Walnut Grove estaba compuesto por el 63.38% blancos, el 0% eran afroamericanos, el 0.46% eran amerindios, el 35.02% eran asiáticos, el 0% eran isleños del Pacífico, el 1.03% eran de otras razas y el 0.11% pertenecían a dos o más razas. Del total de la población el 2.07% eran hispanos o latinos de cualquier raza.